# Sessions (série télévisée)
Pour les articles homonymes, voir Sessions.
Sessions est une série télévisée américaine en six épisodes de 30 minutes, créée par Billy Crystal et diffusée entre le 6 octobre et le 10 novembre 1991 sur HBO.
En France, la série a été diffusée en 1992 sur Jimmy.

## Synopsis
Dan Carver, âgé d'une quarantaine d'années, se met à faire des rêves étranges et inexpliqués. Persuadé d'avoir un problème, il entreprend une psychanalyse avec le docteur Bookman.

## Distribution
- Michael McKean : Dan Carver
- Linda Kelsey (en) : Carol Carver
- Jennifer Crystal Foley : Annie Carver
- Elliott Gould : Dr Bookman
- John P. Connolly (de) : le père de Dan
- Millie Slavin : la mère de Dan

## Épisodes
1. Titre français inconnu (If You’re Happy and You Know It, Clap Your Hands)
2. Titre français inconnu (I’d Really Like to but I’m All Tied Up Now)
3. Titre français inconnu (Dogs in the Night)
4. Titre français inconnu (The Wild Man Cometh)
5. Titre français inconnu (Thursday We Eat Italian)
6. Titre français inconnu (Happy Birthday)